# Three Blind Mice (platenlabel)
Three Blind Mice is een Japans platenlabel voor jazz. Het werd in juni 1970 opgericht om platen uit te geven van opkomende Japanse jazzmusici en heeft sindsdien meer dan 130 albums uitgebracht. De platen staan bekend om hun audiofiele geluidskwaliteit. Ze worden geproduceerd door Takeshi Fujii en vaak opgenomen door Yoshihiko Kannari. Verschillende Japanse sterren brachten op dit label hun eerste plaat uit, zoals Terumasa Hino, Isao Suzuki, Tsuyoshi Yamamoto, George Kawaguchi en Mari Nakamoto. Andere musici die op Three Blind Mice uitkwamen zijn bijvoorbeeld Shuko Mizuno, Toshiyuko Miyama, Masaru Imada en Teruo Nakamura.
Het label heeft in Japan vijf keer de Jazz Disc Award gewonnen.